# Vajgen
Vajgen este o localitate din comuna Pesnica, Slovenia, cu o populație de 103 locuitori.